# Inostemma boscii
Inostemma boscii (лат.) — вид платигастроидных наездников из семейства Platygastridae. Был впервые описан в 1807 году швейцарским зоологом и энтомологом Луи Жюрином (Louis Jurine, 1751—1819) и стал типовым видом рода Inostemma.

## Описание
Мелкие перепончатокрылые насекомые чёрного цвета, отличающиеся необычным выростом-рогом, идущим сверху над всей грудью и достигающим головы. Этот роговидный выступ есть только у самок и идёт от петиолюса брюшка. Длина 1,1—1,5 мм. Чёрные, ноги коричневые. Голова с глубокой выемкой в дозальной части. Усики 10-члениковые с явной булавой из 4 сегментов.
Паразиты двукрылых насекомых галлиц Perrisia pyri, Contarinia jacobaeae (Loew) и Jaapiella Rubsaamen (Cecidomyiidae), обнаружены на таких сложноцветных растениях, как тысячелистник птармика, Senecio jacobaea и василёк синий (Астровые).

## Распространение
Европа: Дания, Испания, Канарские острова, Молдавия, Норвегия, Россия, Швейцария, Швеция.